# Сьверщув (Грубешівський повіт)
Свєрщув (пол. Świerszczów) — село в Польщі, у гміні Грубешів Грубешівського повіту Люблінського воєводства. Населення — 242 особи (2011).

## Історія
За даними етнографічної експедиції 1869—1870 років під керівництвом Павла Чубинського, у селі проживали греко-католики, які розмовляли українською мовою.
У 1975—1998 роках село належало до Замойського воєводства.

## Демографія
Демографічна структура станом на 31 березня 2011 року:
|          | Загалом | Допрацездатний вік | Працездатний вік | Постпрацездатний вік |
| -------- | ------- | ------------------ | ---------------- | -------------------- |
| Чоловіки | 121     | 31                 | 77               | 13                   |
| Жінки    | 121     | 24                 | 64               | 33                   |
| Разом    | 242     | 55                 | 141              | 46                   |